# تونی پولستر
تونی پولستر (آلمانی: Toni Polster؛ زادهٔ ۱۰ مارس ۱۹۶۴) یک بازیکن فوتبال اهل اتریش است.
وی همچنین در تیم ملی فوتبال اتریش بازی کرده‌است.